# انجمن صنایع دستی مینیاپولیس
انجمن صنایع دستی سازمانی برای جنبش هنر و پیشه بود که از سال ۱۹۰۴ تا ۱۹۱۸ در مینیاپولیس، مینه‌سوتا، ایالات متحده فعال بود. انجمن صنفی صنایع دستی عمدتاً توسط زنان تأسیس، رهبری و زنان کارمندان آن را تشکیل می‌دادند. مکاتبات، عکس‌ها و تحقیقات کلی دربارهٔ موضوعات، سازمان‌ها و افراد درگیر یا مرتبط با انجمن صنایع دستی مینیاپولیس توسط انجمن تاریخ مینه‌سوتا انجام می‌شود.